# 馬自達Biante
馬自達Biante（日语：マツダ・ビアンテ）是由日本馬自達汽車公司2008年至2018年間生產銷售的七、八人座多功能休旅車，這款車本來僅在日本國內銷售，2013年底開始外銷至香港、馬來西亞、印尼等地。

## 概要
關於車名「Biante」是一個自創字，由意為「周遭的、環繞的」之英文「ambient」而來。
同樣是七人座的多功能休旅車（minivan），Biante的定位跟系出同門的Premacy和MPV不同。第三代Premacy屬於轎式休旅車；第三代MPV逐漸偏向性能化的運動型休旅車（因為搭載了渦輪增壓引擎）；而Biante的底盤、汽車平台雖然與Premacy相同，但車身較高。從高車身塑造出來的寬敞車室空間，正是這部車強調的舒適性、功能性。

## 歷史
2008年 - 7月8日開始發售。車頭造型取材自歌舞伎的「隈取」樣貌，銳利造型的頭燈向後延伸至A柱，並形成可以改善駕駛者視線死角的三角窗玻璃。車頭進氣壩則為馬自達車系家族共通的「開口笑」的造型，因車身挑高的緣故看起來相當霸氣。另外，這款車也配備了AFS轉向式頭燈、電動側滑門附防夾裝置（儀表板有電動控制開關，可由駕駛者開啟關閉）、免鑰匙感應門鎖系統（keyless entry system）與引擎啟動按鈕（push start system）、天窗等配備。
前輪懸吊系統為麥花臣支柱式懸吊，後輪則為同級國產車裡唯一採用多連桿式懸吊。後面二排座椅可躺平或彎折，且按座椅前後移動或躺平彎折的不同，作出多樣空間變化。動力方面有兩種選擇：2.0L直列四缸DOHC DISI LF-VD型引擎（FF搭配五速自排、4WD搭配四速自排）、2.3L直列四缸DOHC L3-VE型引擎（FF搭配五速手自排變速系統）。
2009年 - 6月部分車型搭載和馬自達3、馬自達5相同的「i-Stop怠速熄火系統」。這套新開發的系統能在駕駛者踩下煞車使汽車靜止時自動關閉引擎，放開煞車後重新啟動引擎，以達到節能環保的功效。另外，追加新車色塗裝。
2010年 - 1月27日為了慶祝馬自達公司創立九十周年，推出特別仕様車「i-stop Smart Edition」，包括DSC動態穩定控制系統、i-Stop怠速熄火系統、電動雙側滑門、免鑰匙感應門鎖系統（keyless entry system）與引擎啟動按鈕（push start system）等配備。同年5月起，亦推出裝置其他高級配備的特別限量車，以刺激銷售量。
2013年 - 5月28日推出小改款，取消原2.3L直列四缸DOHC L3-VE型引擎，改配置新開發之2.0L直列四缸DOHC PE-VPS型引擎，並搭配六速CVT變速系統，油耗表現大為提高。此外，FF車型亦增加DSC動態穩定控制系統、TCS循跡控制系統、HLA（Hill Launch Asist）坡道起步輔助系統等主動安全性配備。在外觀方面，則新增16吋鋁合金輪圈、鍍鉻橫條進氣壩、側裙鍍鉻飾條等。
同為右駕車的緣故，2013年12月底正式輸出至香港市場，採八人座之佈局方式，具備電動雙側滑門、免鑰匙感應門鎖系統、倒車顯影、i-Stop怠速熄火系統、恆溫空調附抗敏過濾器等配備。同月亦外銷至馬來西亞，翌年2月正式進軍印尼市場。
2016年 - 7月變更新車色。
2018年 - 3月停產並停止販售。

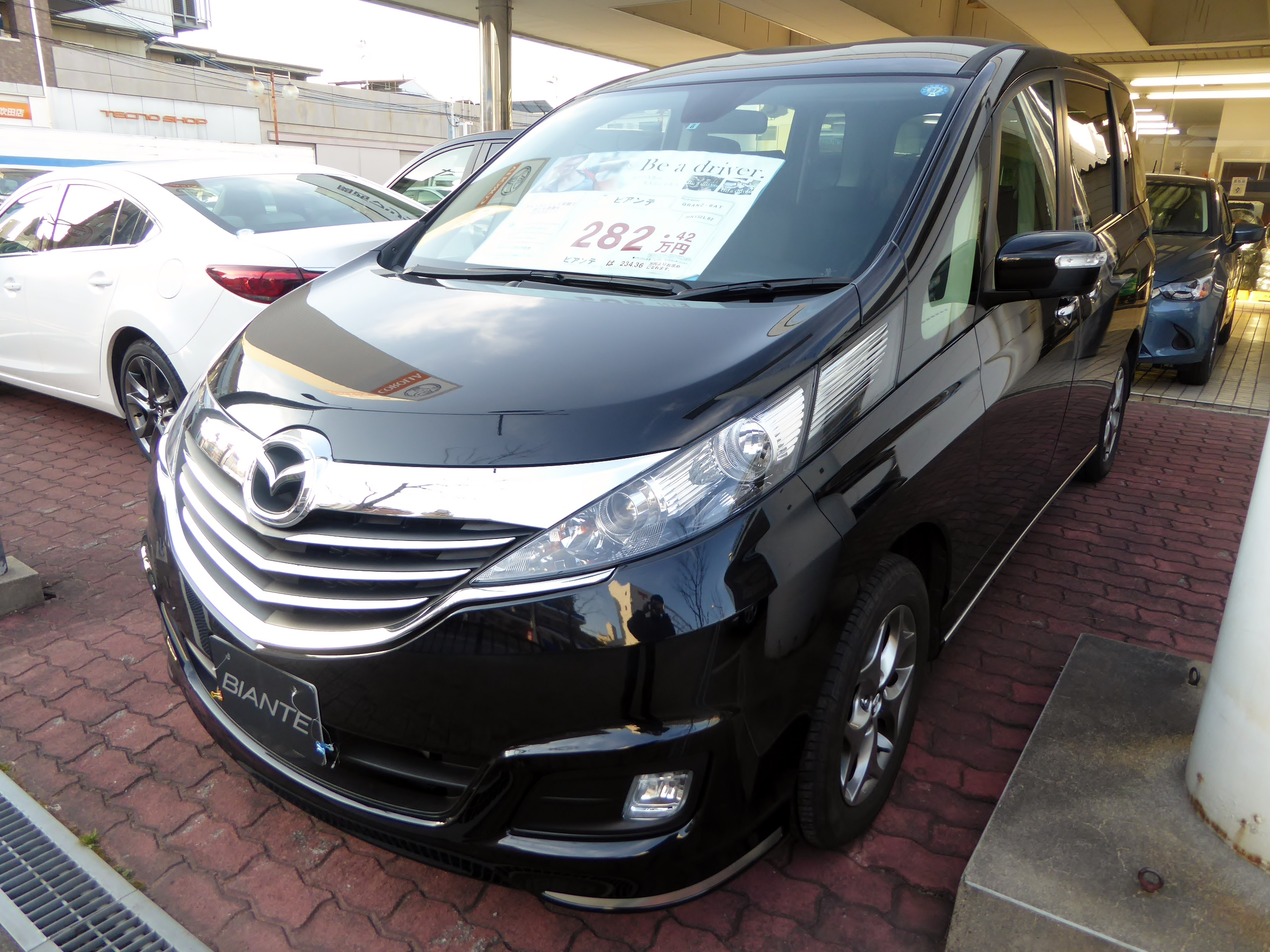
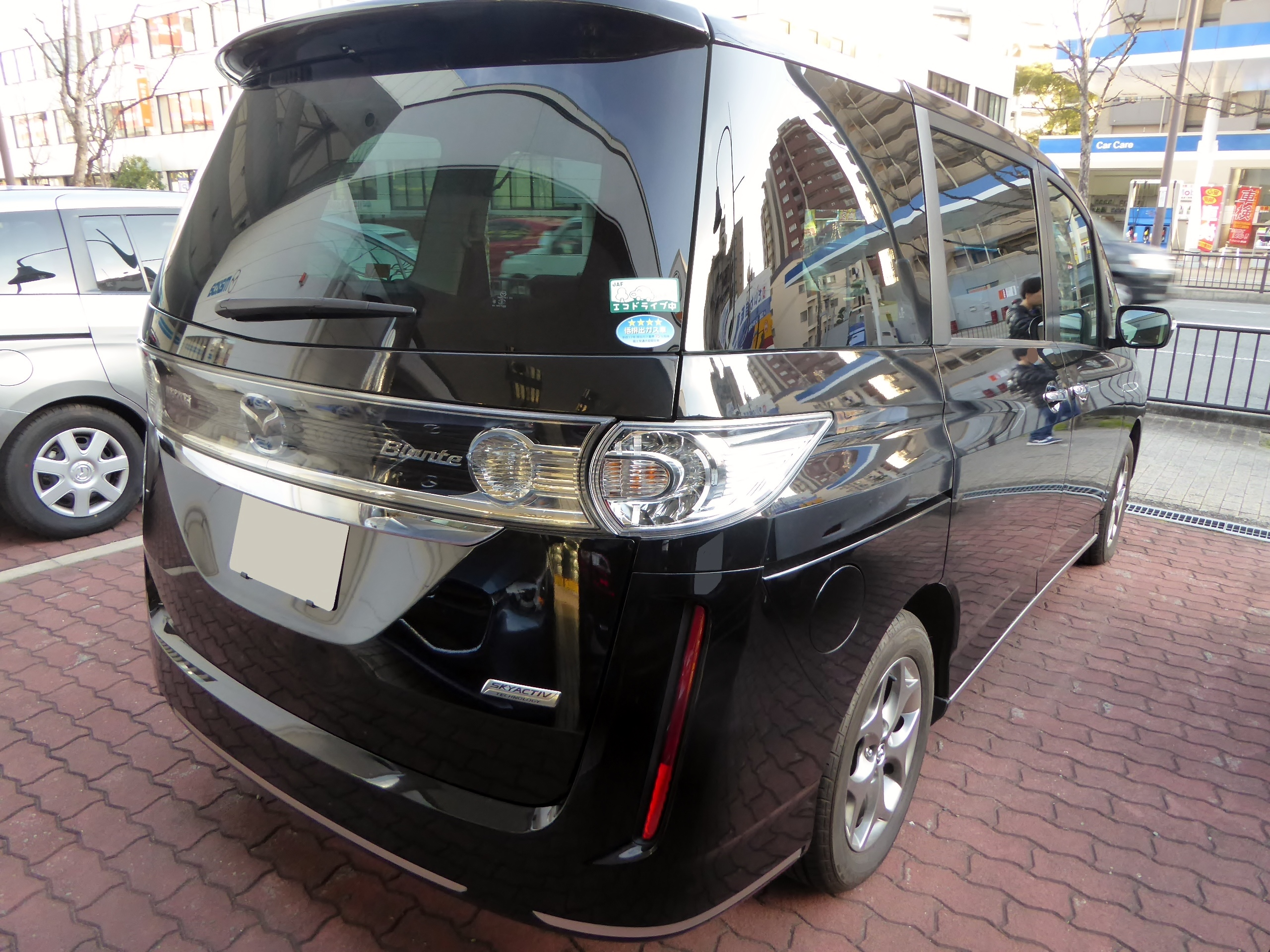
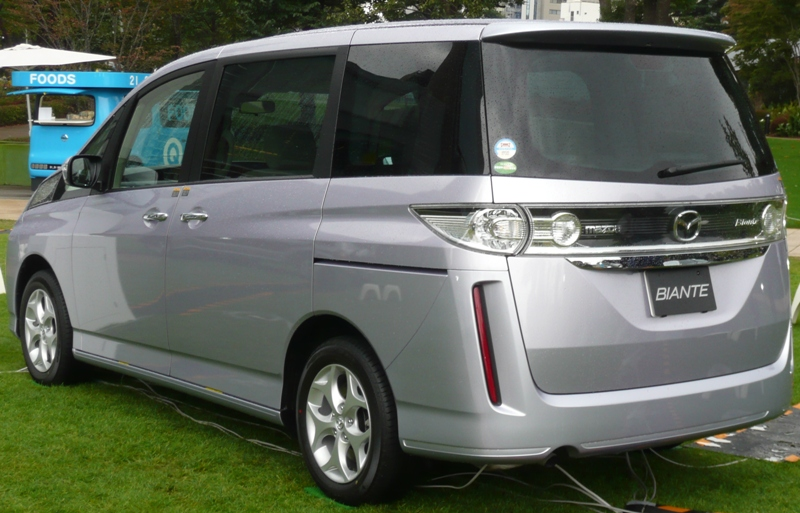
車尾
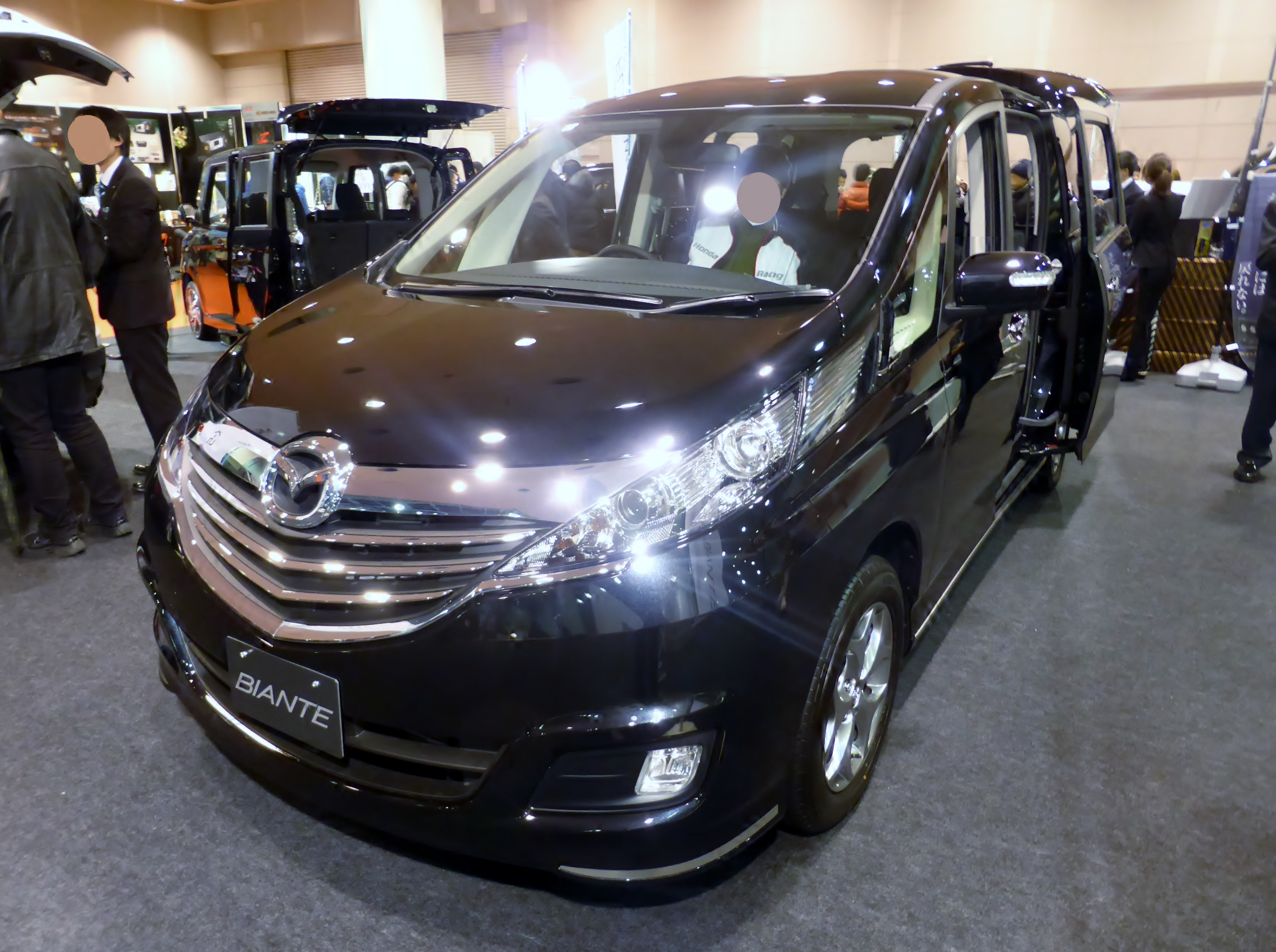
大阪車展
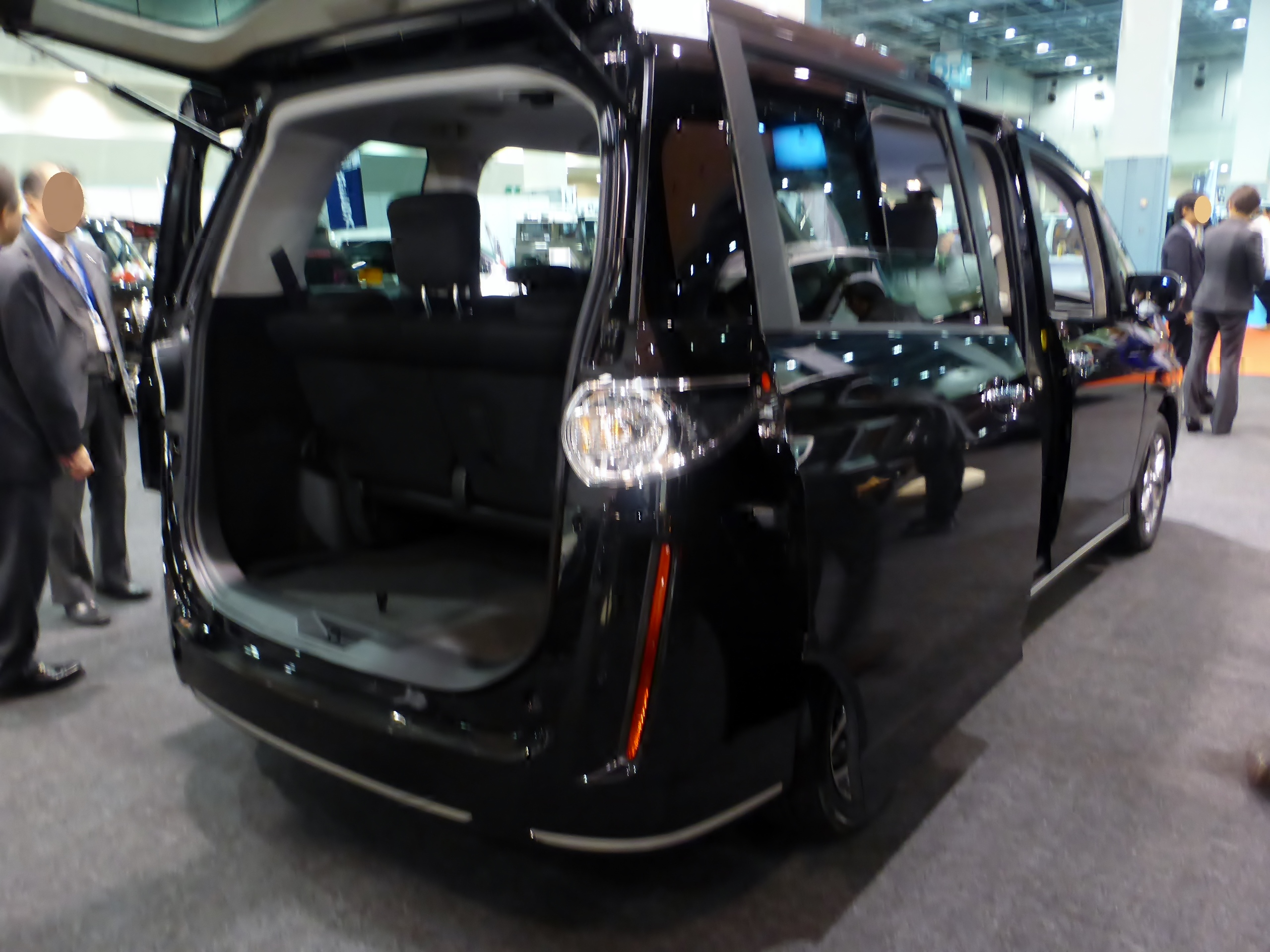
大阪車展

## 外部連結
- 香港官方網站
- （日語）日本官方網站
- （日語）【MAZDA】マツダビアンテの紹介[永久]
- 新思維七人座休旅-MAZDA BIANTE[永久]